# Voiture travelling
Une voiture travelling est un véhicule équipé pour effectuer des travellings de cinéma sur une longue distance (en anglais : trucking shot). « Les Américains n’emploient pas le mot français travelling, mais désignent le mouvement par le système qui porte la caméra, tracking (chariot sur rail), booming et craning (grue), trucking (camion), crabbing (chariot à directions multiples), etc. »
Elle peut être utilisée pour ne porter que la caméra et une partie de l’équipe technique, et suivre un sujet extérieur : autre véhicule, personnage, animal, etc. Le véhicule étant en général destiné à ce seul emploi, son châssis et ses multiples plateaux sont munis de plusieurs points d’ancrage permettant la fixation du matériel de tournage : caméras, son, éclairage... Pour suivre le personnage du jeune garçon joué par Jean-Pierre Léaud dans Les Quatre Cents Coups, lorsqu’il traverse la plage pour enfin toucher la mer du pied pour la première fois de sa vie, l’équipe de François Truffaut a utilisé une Citroën Méhari surchargée (afin de la stabiliser).
Toutes sortes de grues de cinéma peuvent être installées sur un véhicule travelling ou une remorque travelling et permettent de coupler le déplacement latéral de la caméra avec un déplacement en hauteur, appelé mouvement de grue (en anglais : craning shot) ou un travelling latéral.
Elle peut aussi être utilisée pour entraîner ou porter un autre véhicule, voiture, moto, vélo, etc. Voire un comédien censé chevaucher un animal (avec en amorce une fausse tête du cheval ou de tout autre animal, comme dans Le Seigneur des anneaux, lorsque la fille d’Elrond, Arwen, est poursuivie à travers la forêt par les cavaliers noirs Nazgûls).
Soit le véhicule « qui joue » est tracté par la voiture travelling par le biais d’un jeu de vérins, la caméra et l’équipe étant installées sur la voiture travelling, soit il est porté directement sur le châssis avec l’équipe. Si la voiture travelling, ou sa remorque, est surbaissée, elle permet de donner l'impression que les acteurs conduisent réellement le véhicule (sinon, le simple portage révèle le truquage car les personnages semblent perchés au-dessus de la route).
Le véhicule qui joue n'est pas forcément laissé en entier. Pour obtenir certains effets, il peut être découpé ou modifié pour permettre les prises de vues ou rajouter un effet comique (par exemple s’il ne reste que le train avant et le volant auquel et agrippé le conducteur).

## Galerie

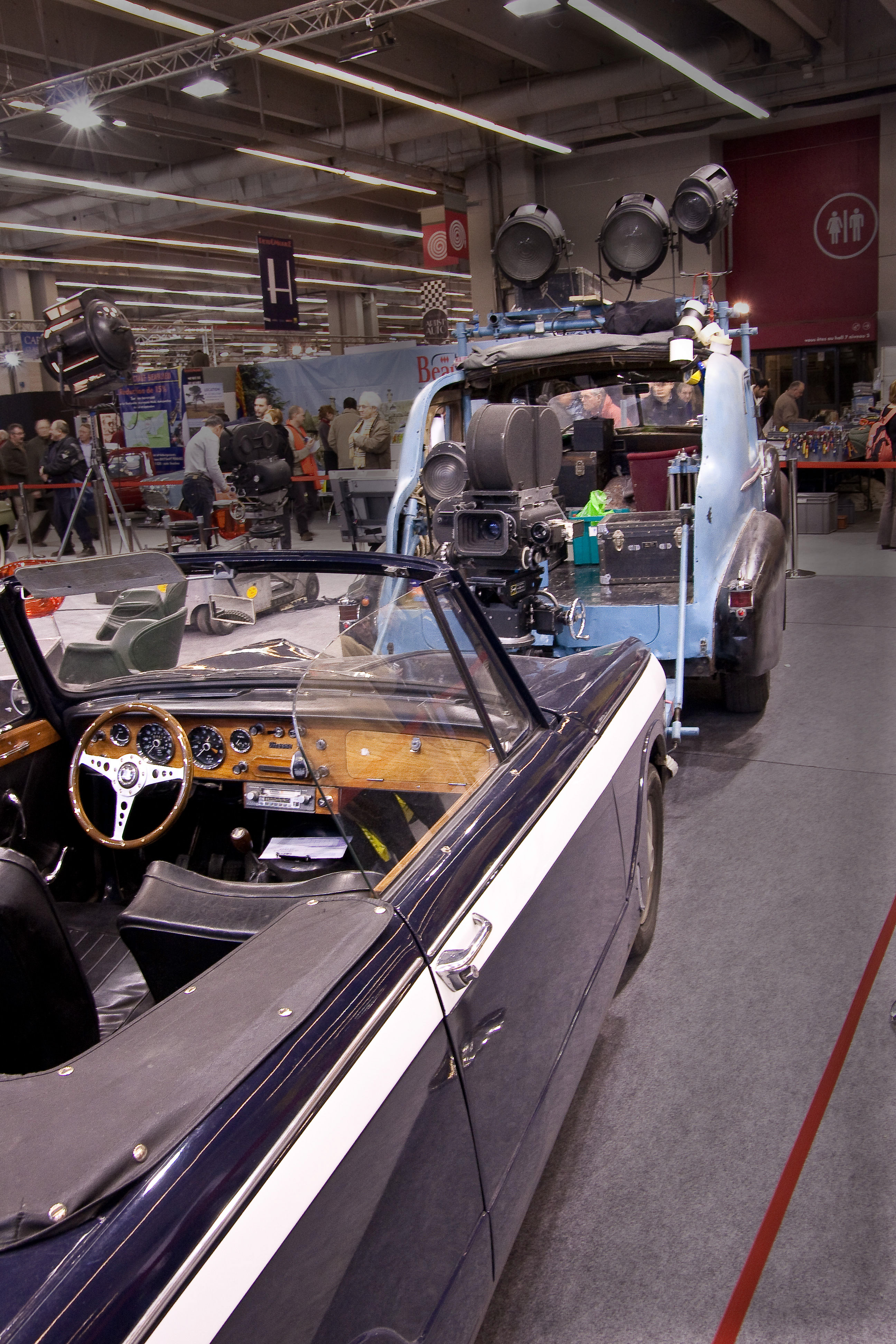
Voiture tractée par l’avant (camera Mitchell BNC placée à l’arrière de la voiture travelling).
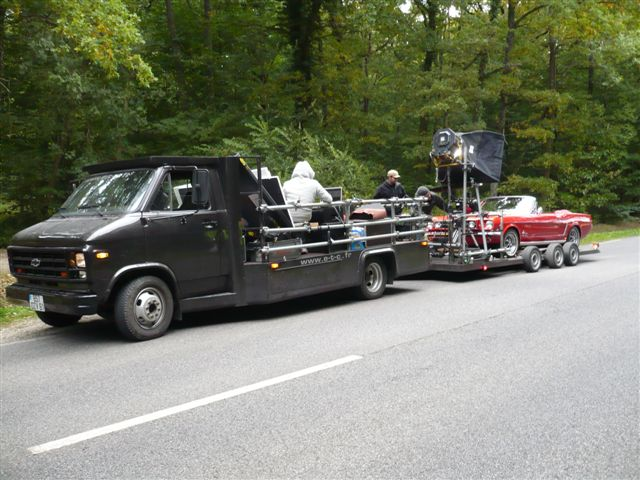
Voiture portée sur une remorque surbaissée (en compagnie de la caméra). La voiture travelling est équipée d’un groupe électrogène pour alimenter le « HMI » embarqué.
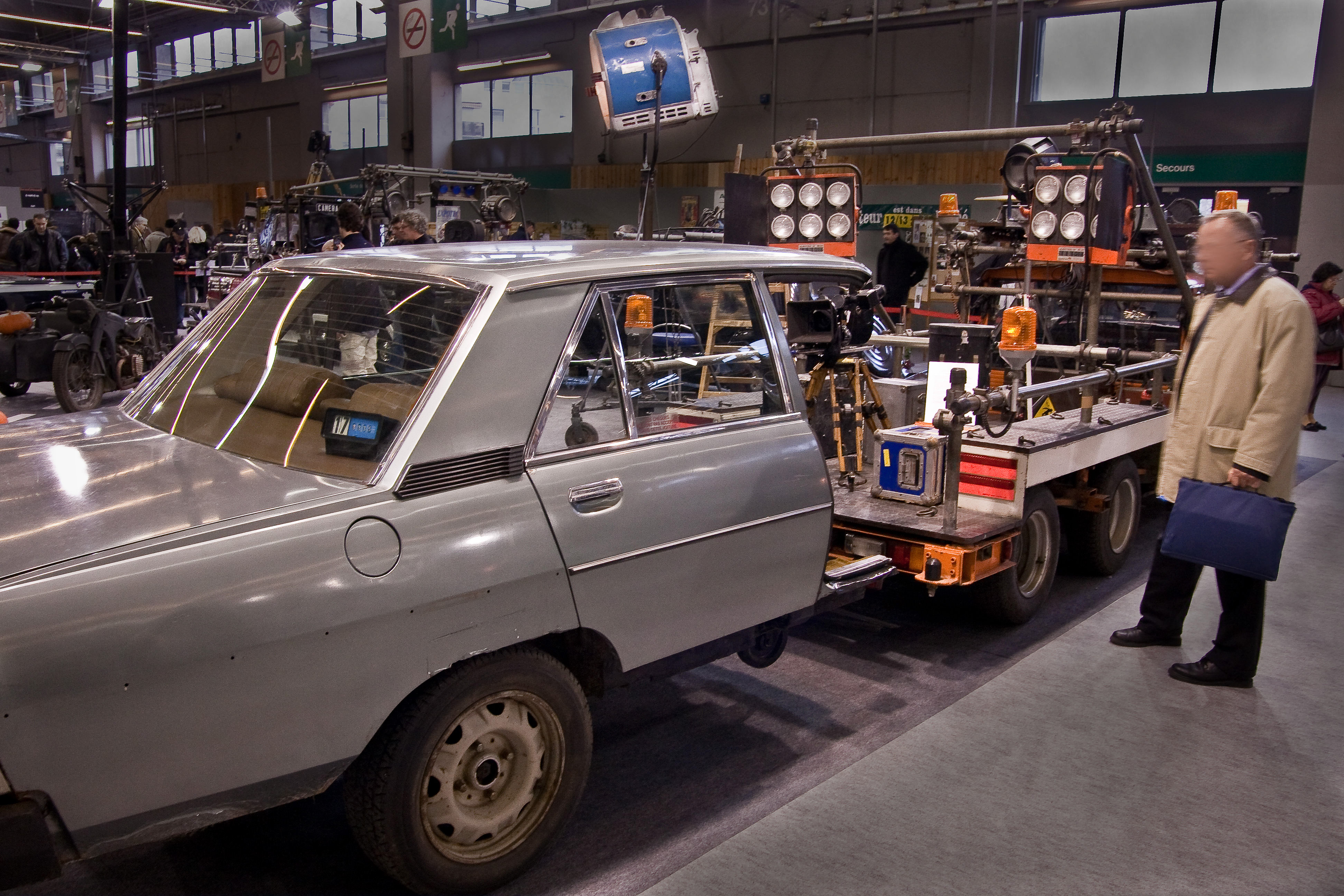
Élément de véhicule tracté par la voiture travelling (caméra Cameflex filmant les passagers arrière).
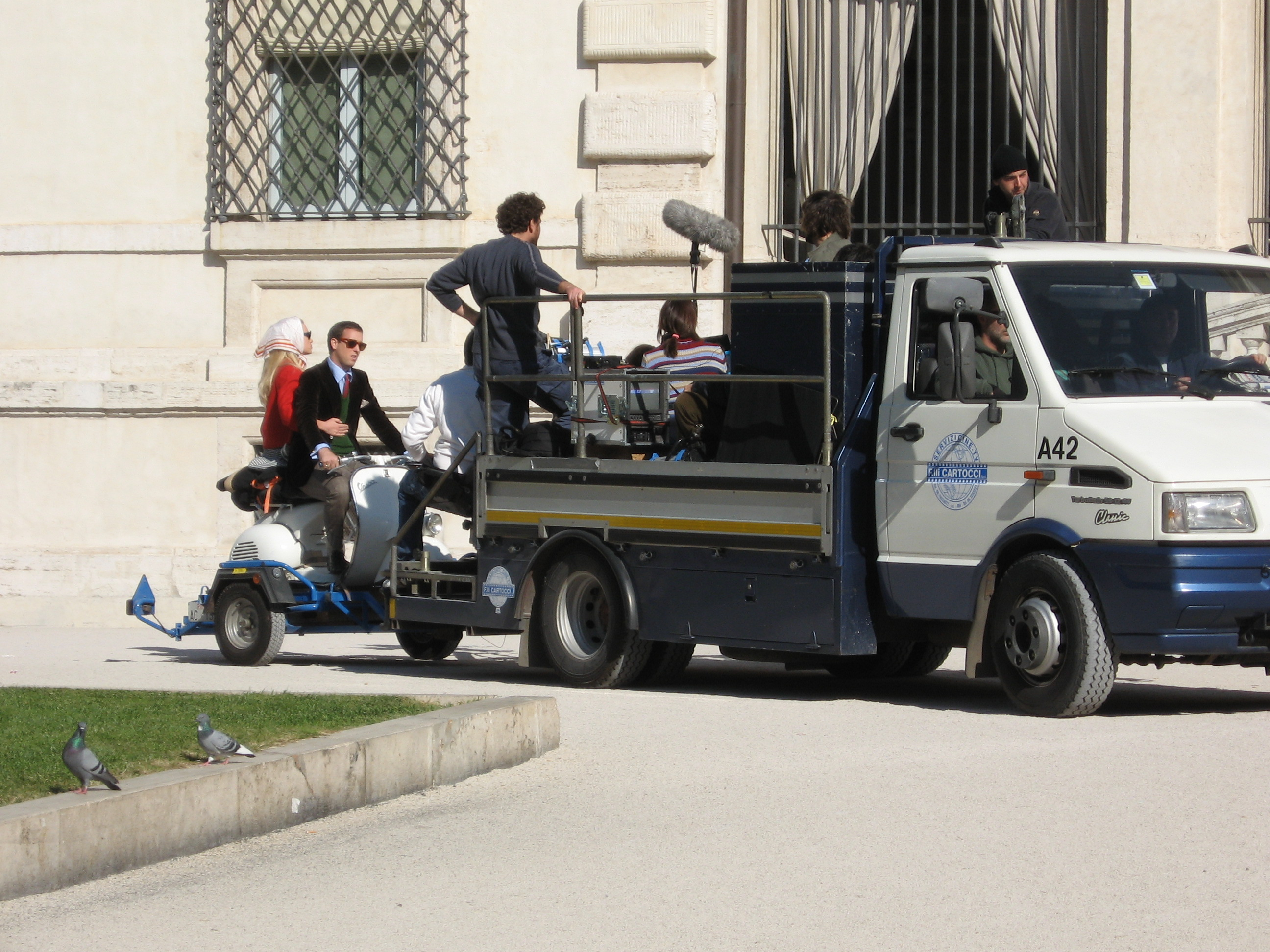
Voiture travelling tractant un scooter.